# Tusken Raiders
De Tusken Raiders (Zandvolk) is een fictief volk (nomaden) uit de Star Wars saga. De Zandmensen komen voor in Star Wars Episode I, II & IV.

## Episode I: The Phantom Menace
Het volk woont als nomaden in de woestijn op de planeet Tatooine en dragen daarom steeds windels om hun hoofd en pijpjes om door te praten, om zich zo te beschermen tegen het zand. Tusken Raiders zien we voor het eerst bij de populaire sport op Tatooine: De Boonta Eve Podrace, waar Anakin Skywalker aan mee doet. De podracers komen te dicht binnen hun territorium. Daarom schieten ze met hun jachtgeweren op de snelle machines. Er sneuvelt minimaal een toestel aan de aanvallen van de Zandmensen, zoals ze ook wel worden genoemd. De plek waarvandaan ze schieten heet de 'Duinzee.'

## Episode II: Attack of the Clones
Tien jaar na de Boonta Eve Podrace komen de Tusken weer in aanraking met de Skywalker familie. Shmi Skywalker, de moeder van Anakin wordt ontvoerd door de Zandmensen. In een kamp wordt Shmi zwaar gemarteld en mishandeld. Als Anakin als volwassen man en als Jedi terugkeert naar Tatooine, komt hij voor zijn moeder. Maar Shmi is te zwak om verder te leven en gaat dood. Hierna vormt het kamp van de Tusken Raiders het toneel van een ware slachtpartij. Niet alleen mannelijke Tuskens, maar ook vrouwen en kinderen worden vermoord door de blauwe kling van Anakin Skywalkers lichtzwaard.

## Episode IV: A New Hope
Het is 22 jaar na de slachting van de Tusken Raiders. De zoon van Anakin heet Luke Skywalker. Hij wordt door de Zandmensen aangevallen, wanneer hij op zoek is naar de astromechdroid R2-D2. Luke krijgt een klap in het gezicht en raakt bewusteloos. De Tuskens stelen spullen uit zijn speeder (een zweefvaartuig), maar raken in paniek van een figuur die hen nadert. Dit is Obi-Wan Kenobi, en hij redt Luke van de nomaden.

## Vervoer
Tusken Raiders maken gebruik van de Bantha, een pak- en lastdier.